# Attila Császári
Attila Császári, född 1 januari 1954 i Budapest, är en ungersk före detta simmare och modern femkampare. 

## Karriär
Som 15-åring tog Császári silver på både 100 och 400 meter frisim samt brons på 100 meter fjärilsim vid junior-EM 1969 i Wien.
Vid olympiska sommarspelen 1972 i München tävlade Császári i två grenar. Han utslagen i försöksheatet på 100 meter frisim samt var en del av Ungerns kapplag som slutade på åttonde plats på både 4×100 meter medley.
Efter simkarriären började Császári med modern femkamp och var en del av Ungerns lag som tog silver vid VM 1981 i Zielona Góra och VM 1982 i Rom.